# 水枕羽枕
『水枕羽枕』（みずまくらはねまくら）は、大島弓子による日本の漫画作品、およびそれを表題とした作品集。表題作は『プチフラワー』（小学館）1984年1月号に掲載された。
長篇『バナナブレッドのプディング』、及び1978年に発表された『草冠の姫』のテーマを発展させ、シスターコンプレックスを描いた作品である。
この作品が描かれた時期、作者は自宅の傍に仕事場を作り、なんとなく気分が落ち着かない時期で、好調と不調が入り交じっていたと述懐している。その頃の作者の作品制作状況が、同時収録作品の『わたしの〆切あとさきLIFE』に描かれている。

## あらすじ
品田陸は優等生の姉、海に激しいコンプレックスを抱いている高校生の少女で、ひそかに上級生の林野ひさしに片思いしており、勇気を出して告白し、OKを貰う。しかし、その思いを綴った日記を姉の海に盗み見されており、最初のデートも失敗し、誤解から気まずい関係になる。そんな折、海に縁談が持ち上がり、お見合い相手の梨屋を紹介される。梨屋を気に入っている様子を見せていた海であったが、海が妹の陸を褒めたことで態度を一変し、梨屋との交際を拒絶する口実に、林野ひさしをだしに使ったりした。梨屋と海との関係を修復しようとした陸は、感情的になった海から、陸が墮胎される予定だった子供だと知らされる。両親から真実を確認した陸は、林野ひさしのことを考えていないよりも考えている方がいい、と思い、今まで目の上のこぶと思っていた海に感謝するようになった。

## 登場人物
品田陸（しなだ りく）
主人公で高校1年生。京王井の頭線沿線に住んでいる。美人で優等生の姉から虐待されており、どじで不器用な性格。共同部屋のカーテンを桃色にしようと提議するが、姉から青を提案され、いやいや従うが、朝日があたる幻想的な色調に思わず青も良いものだと見直したりしている。姉のお節介と嘘のおかげで林野ひさしとの関係が気まずくなるが、今まで交際してきた男性の中で自宅に連れてきた男性は梨屋だけだと本人に伝え、そのことで海から怨みを買う。
品田海（しなだ うみ）
もう一人の主人公で大学3年生。妹の恋愛に何かとちょっかいを出し、シャンプー中の妹をからかったりして、妹がシャンプーにかぶれてしまい、林野との初デートを台無しにするという結果を招いている。妹を出しに使って交際相手とのデートを断るところがあり、そのことで林野と妹との関係がよけいこじれたものになり、梨屋とのデートを断る際に、林野の名前をあげ、実際に林野をデートに誘ったりしている。以上のように、妹を目の敵にしているようであるが、実は妹のことを誰よりも大事に思っており、母親が妹を墮胎しよとするのを何気なく察知して妨害しており、妹離れができていないだけであった。
林野ひさし（りんや ひさし）
高校2年生で、陸曰く、全然目立たない人。陸の告白の翌日、陸の自分の履歴書を入れ、デート時間に遅れた陸を待っているなど、彼女の思いに積極的であったが、シャンプーにかぶれ、ふけだらけになった陸の頭を粉ふきいもに例えてしまったことで、陸を傷つけてしまったものと思い込み、微妙な間柄になる。海の嘘につきあわされ、海と一緒に逗子の海岸を一晩中駆け回ったりした。最終的には、陸を再度映画に誘い直した。
梨屋（なしや）
海の父親の友人が紹介した、海の見合い相手。27歳のサラリーマンで眼鏡をかけている。天外孤独で屋敷暮らしをしている。本人曰く、空手三段。いかつい顔立ちであるが、思いやり深い性格で、自分のために八宝菜を作る海のため、イカを捜して奔走した陸のことをいい子だと評し、そのことがかえって海の気に障っている。一人暮らし長いため、料理が得意。
海と陸の父親
知り合いの葬式の際に紹介された海の縁談に対して、まだ嫁入りははやいと言い、急性虫垂炎で倒れ、入院する。
海と陸の母親
娘たちの部屋のカーテンの色争いの際に、二人の美術の成績を比べ、姉の方を採用している。陸の初デートの際に、シャンプーでかぶれてふけだらけの頭に帽子をかぶるよう提案する。夫の会社が駄目になった際に陸を墮胎しようとしたが、海が激しく泣き出したため、堕ろすことが出来なくなったと陸に告白している。

## 同時収録作品

### 金髪の草原
『ぶ〜け』（集英社）1983年1月号に掲載。

### 夢虫・未草（ゆめむし　ひつじぐさ）
『デュオ』（朝日ソノラマ）1983年7月号に掲載。
梅雨明け宣言のあった朝、柿生林子（かきお りんこ）は母親とともに父親から半年前から不倫している相手がおり、離婚をするつもりだと切り出される。その相手は駅の裏手のバー、「フランス」のママで、同級生の五月晴夫（さつき はるお）の母親であり、その日から林子は晴夫に対し、ある種の敵意を向けるようになる。夫から離婚話を切り出された母親も、口では林子に人間のカスという言葉を使うものではない、と言いつつ、かなりいらだっていた。
そんな時、林子は母親が留守で一人きりでシチューを作ろうとしたが、塩が足りないことに気づき、スーパーへ行ったが、財布にお金がはいっていなかったため、家にお金を取りに行こうとしたら、補導員に万引きと誤解され、さらに鍋の火をつけたまま家を出たため、ぼや騒ぎを起こしてしまう。肩身の狭い思いをした林子であったが、晴夫が学校の屋上でスーパーマンの真似をするという騒ぎを起こした結果、その話も有耶無耶になってしまう。それを機に、林子は晴夫と和解し、父母たちの離婚騒動の解決策をともに思案するようになる。

### わたしの〆切あとさきLIFE
『デュオ』別冊「大島弓子の世界」（朝日ソノラマ）1983年に掲載。
コミックエッセイで、大島弓子作品がどのような経緯で作成されてゆくかを描いている。

### 雪の日のすごし方
『grape fruit』第2号（1983年、新書館）に掲載。
2色刷りのイラストストーリー。

### ミルク・ラプソディ
『上製本 綿の国星』（1981年）に掲載。
2色刷りのイラストストーリー。『綿の国星』の番外篇。

### ミルク・ラプソディⅡ
『LaLa』（白泉社）1981年4月号に掲載。
2色刷りのイラストストーリー。同じく『綿の国星』の番外篇で、こちらにはチビ猫が登場している。

## 単行本
- 『水枕羽枕』 朝日ソノラマ、サンコミックス・ストロベリーシリーズ（1984年8月30日刊）
  - 収録作品 -『水枕羽枕』・『金髪の草原』・『夢虫・未草(ゆめむし・ひつじぐさ）』・『わたしの〆切りあとさきLIFE』・『雪の日のすごし方』・『ミルク･ラプソディ』・『ミルク･ラプソディⅡ』
- 『大島弓子選集第10巻  ダリアの帯』朝日ソノラマ（1985年12月31日刊）
  - 収録作品 -『桜時間』・『金髪の草原』・『夢虫・未草』・『水枕羽枕』・『あまのかぐやま』・『快速帆船』・『わたしの〆切りあとさきLIFE』・『ノン・レガート』・『ダリアの帯』
- 『金髪の草原』朝日ソノラマ（2000年8月30日刊）
  - 収録作品 -『金髪の草原』・『夢虫・未草(ゆめむし・ひつじぐさ）』・『水枕羽枕』・『あまのかぐやま』・『ノン・レガート』・『ダリアの帯』